# Athous melonii
Athous melonii là một loài bọ cánh cứng trong họ Elateridae. Loài này được Platia miêu tả khoa học năm 1984.